# Mathias Baux
Mathias Baux uit Erkelens-Mennekrath bekleed in Erkelens, in Opper-Gelre in het hertogdom Gelre 1544 - 1558 het ambt van stadssecretarius (schrijver) en was in 1562 burgemeester.
Mathias Baux schreef een rechtsboek van Erkelens Liber juris patriae hoc est, continens jura civilia oppidi nostri de Erklens en een kroniek van Gelre en stadskroniek van erkelens.

### Rechtsboek
- Joseph Maeckl, Das Stadtrecht von Erkelenz, in: Bijdragen en Mededelingen van het Vereeniging tot beoefening van Geldersche geschiedenis, oudheidkunde en recht 8 (1905), S. 319–448.
- Rechtsbronnen van het Gelders Overkwartier van Roermond (Werken der vereeniging tot uitgaaf der bronnen van het oud-vaderlandsche recht, ser. III, 16), hg. von K.J.Th. Janssen de Limpens, Utrecht 1965, S. 3–74

### Kroniek
- Die Chronik der Stadt Erkelenz, mitgeteilt von Gottfried Eckertz, in: Annalen des Historischen Vereins für den Niederrhein 5 (1857), S. 1–89
- Geldersche kronieken, Bd. 1 (Werken van Gelre 5), hg. von P.N. van Doorninck, Arnhem 1904, S. 147–214
- Mathias Baux. Chronik der Stadt Erkelenz und des Landes von Geldern, herausgegeben von Hiram Kümper in Zusammenarbeit mit Rudolf Bosch und Christoph Walther (Übersetzungen), Manuel Hagemann (Heraldiek), Willi Wortmann (Stadthistorie Erkelenz) und einem Team am Historischen Institut  Mannheim sowie dem Heimatverein der Erkelenzer Lande e.V., 2 Bände, Erkelenz 2016, ISBN 978-3-9815182-9-0